# I Am Not a Dog on a Chain
I Am Not a Dog on a Chain è il tredicesimo album in studio del cantautore britannico Morrissey pubblicato il 20 marzo 2020 su etichetta BMG.

## Descrizione
Il disco è il primo album in studio pubblicato a distanza di quasi tre anni dall'ultimo album in studio Low in High School (2017) e un anno dall'album di cover California Son (2019) ed è stato registrato al "La Fabrique in Saint-Rémy-de-Provence" in Francia, così come al "Sunset Sound" a Hollywood. 
Lo stesso Morrissey in una dichiarazione ha descritto l'album come "il meglio di me" e "troppo bello per essere vero... troppo bello per essere considerato buono".  Il produttore Joe Chiccarelli lo ha descritto come "l'album più audace e avventuroso di Morrissey", sostenendo di aver "spinto di nuovo i confini - sia musicalmente che liricamente"

## Tracce
1. Jim Jim Falls – 3:44
2. Love Is on Its Way Out – 3:15
3. Bobby, Don't You Think They Know? (feat. Thelma Houston) – 5:46
4. I Am Not a Dog on a Chain – 3:53
5. What Kind of People Live in These Houses? – 3:42
6. Knockabout World – 3:25
7. Darling, I Hug a Pillow – 4:47
8. Once I Saw the River Clean – 4:20
9. The Truth About Ruth – 3:45
10. The Secret of Music – 7:52
11. My Hurling Days Are Done – 5:01